# ارتش ایران صفوی
ارتش ایران صفوی ارتش ایران صفوی از ۱۵۰۱ تا ۱۷۳۶ میلادی بود. ایران در این دوره یکی از امپراتوری‌های باروتی به‌شمار می‌رفت.

## پایه‌گذاری ارتش صفوی

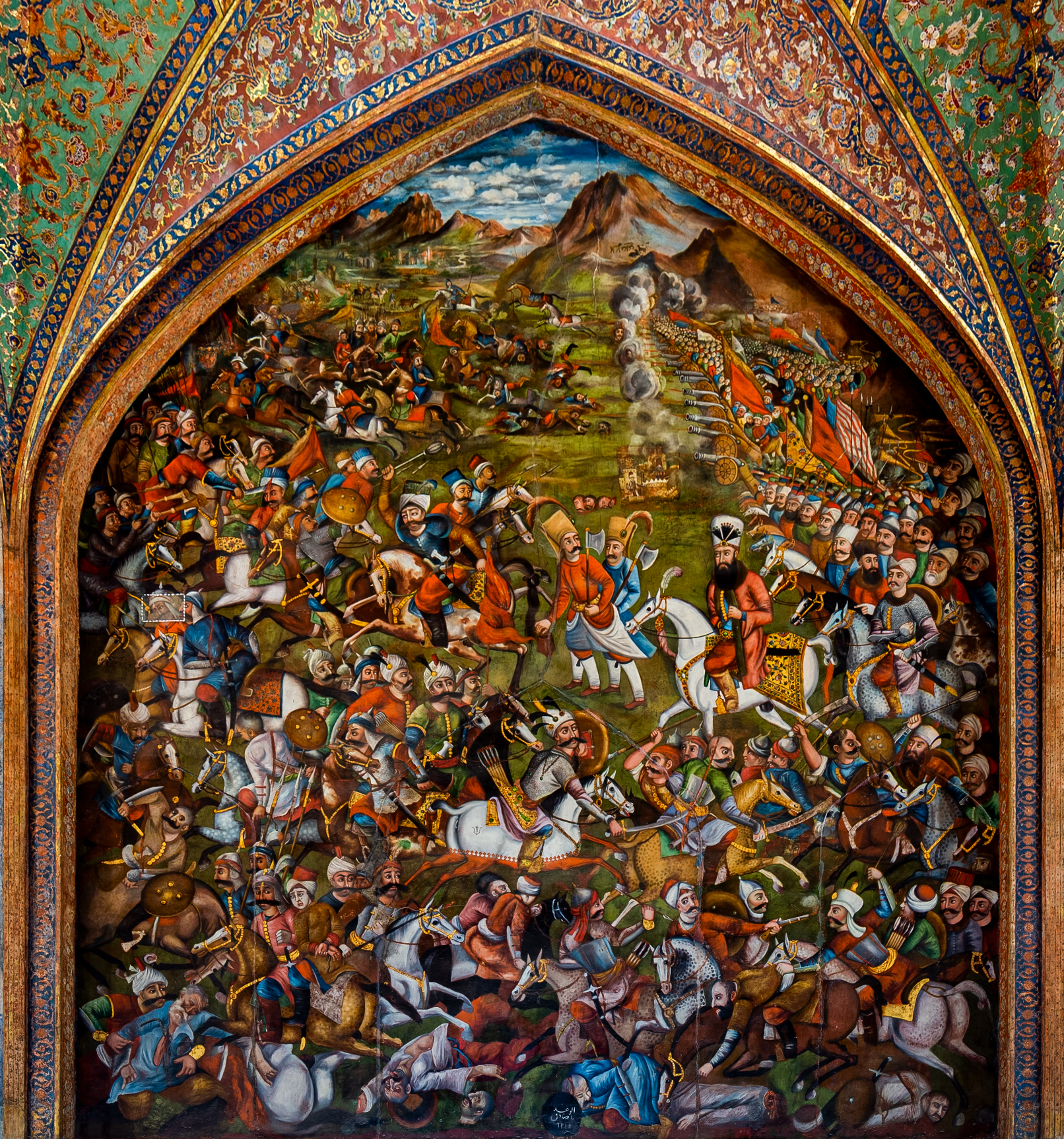
قزلباشان در نبرد چالدران

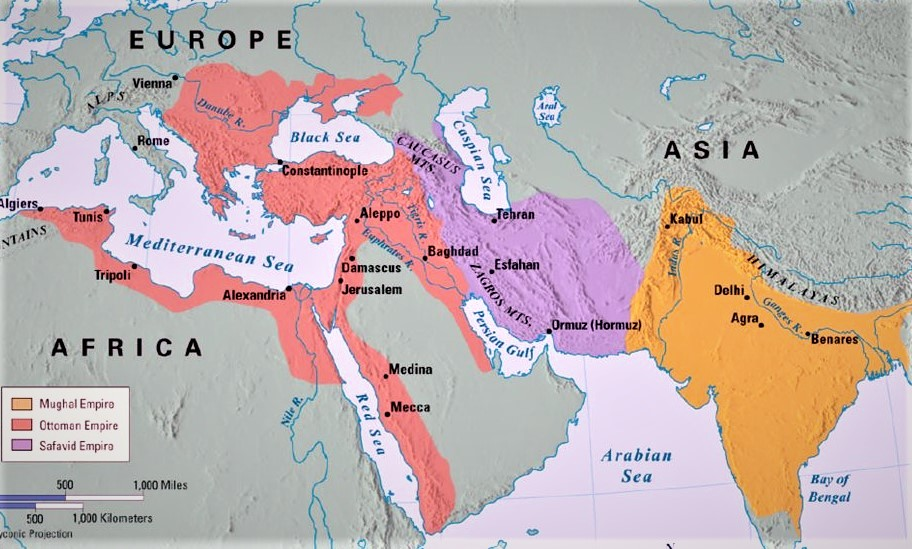
امپراتوری‌های باروت، گورکانیان هند، صفویه و عثمانی

پایه‌گذاری ارتش صفوی توسط شاه اسماعیل انجام شد، زمانی که تصمیم گرفت از مخفیگاه خود در لاهیجان خارج شود و در مسیر خود به سوی آذربایجان، مریدانی جذب نمود. تا تابستان، شاه اسماعیل ۷۰۰۰ پیرو جمع کرده بود که اکثراً تُرک‌های آناتولی (قزلباشان) بودند و آنها را در ارزنجان گرد هم آورده بود، در حالی که مابقی ایرانی‌هایی بودند که عمدتاً از اهالی شمال ایران بودند (مانند تالشی‌ها). شاه اسماعیل در همان سال با شروانشاه جنگید، که گفته می‌شود تعداد لشگریان او بین ۷۰۰۰ تا ۴۰۰۰۰ نفر بود.
حامیان اصلی صفویان، ایلات ترکمان بودند که قزلباش، خوانده می‌شدند. مهم‌ترین قبایل قزلباش عبارت بودند از ایل افشار، ایل قاجار، ایل شاملو، ایل تکلو، ایل ذوالقدر، ایل روملو و ایل استاجلو، که همگی از آناتولی و سوریه به ایران آمده بودند. در واقع، مهاجرت قبایل تُرک از آناتولی و سوریه به ایران، که مربوط به قرن چهاردهم است، در به قدرت رسیدن صفویه و ماندگاری آنها به عنوان یک سلسله سیاسی کمک زیادی کرد. در تاریخ بعدی ایران، قبایل تُرک نقش اصلی را ایفا کردند. سلسله صفویه با کمک ارتش متشکل از قبایل تُرک قزلباش (افشار، قاجار، شاملو، تکلو، ذوالقدر، روملو و استاجلو) به سلطنت رسید و قدرت را حفظ کرد. نادرشاه افشار از شاخه خراسان از طایفه قرخلو قبیله افشار برخاست و پس از درهم شکستن افغانها، دودمان افشاریان را تأسیس کرد و در نیمه دوم قرن هجدهم میلادی، حکومت ایران به دست مجموعه دیگری از روسای قزلباش، یعنی ایل قاجار افتاد. در ایران طی سالهای ۱۵۰۱ تا ۱۷۲۲ قدرت نظامی معمولاً منشأ ایلی داشت و قدرت سیاسی نیز از آن پیروی می‌کرد و قدرت نظامی و سیاسی در ایران عموماً در دست قبایل تُرک بود.
ارتش صفوی در ابتدا چندین ویژگی قبیله‌ای داشت:
- ارتش متشکل از واحدهای قبیله‌ای بود که اکثریت آنها قبایل ترکمان بودند. به تدریج که فتوحات پیش می‌رفت، به روسای این قبایل قزلباش یک شهر یا حتی یک استان به عنوان نوعی تیول اعطا می‌شد؛ بنابراین می‌توان این ارتش را به عنوان یک کنفدراسیون قبیله‌ای، مشابه سلسله‌های ترکمان قرن پانزدهم در نظر گرفت. سلاح‌های سواره نظام که گردان‌های اصلی را تشکیل می‌دادند به‌طور سنتی شمشیر، نیزه و تیر و کمان بود.
- ارتش از نظر تئوری شامل یک مرکز و دو بال چپ و راست بود. در هنگام نبرد، یک نیروی پیشاهنگ و یک نیروی ذخیره تعیین می‌شد. شاه و همراهان او همیشه در مرکز قرار داشتند، و هر یک از قبایل، نه تنها در طول لشکرکشی‌ها و میدان‌های جنگ، بلکه در مناسبت‌های عمومی مانند مجامع رسمی، ضیافت‌های سلطنتی، در یکی از دو جناح، موقعیت مشخصی داشت و این سنت دیرینه در دنیای ترکی-مغولی بود.
- شاه یک محافظ سلطنتی از قورچی‌ها (به مغولی به معنای "کماندار") داشت که منشأ این سمت به دوره مغول بازمی‌گردد. قورچی‌ها عموماً از میان قبایل اصلی قزلباش استخدام می‌شدند و حقوق خود را مستقیماً از خزانه سلطنتی دریافت می‌کردند. این سپاه به عنوان تنها نیروی شخصی شاهان صفوی، از اهمیت خاصی برخوردار بود. در رأس هر گروه از قورچی‌ها، که در اصل همگی از یک قبیله بودند، یک یوزباشی قرار داشت. قورچی‌باشی فرماندهی کل این نیرو را برعهده داشت.
- چندین منصب نظامی دیگر که به‌طور سنتی در استپ‌های تُرکی-مغولی یافت می‌شد مانند توواچی، امیر شکار و غیره نیز در سیستم نظامی وجود داشت.

## بالاترین رده فرماندهان نظامی

### امیرالامرا
دفتر فرماندهی کل (سپهسالار یا امیرالامرا) یکی از بالاترین مقام‌ها بود. در اوایل شاهنشاهی صفوی، صاحبان این منصب معمولاً قزلباش‌های ترکمان بودند. با این حال، از اوایل قرن هفدهم به بعد، این پست تقریباً تحت تسلط غیرقزلباش‌ها، به‌ویژه غلام‌های گرجستانی شد. ویژگی دیگری که تقریباً برای این دفتر مشخص شد این بود که از قرن هفدهم به بعد با فرمانداری آذربایجان ترکیب شد.
تا سال ۱۵۳۳، پست فرماندهی کل با سمت «وکیل» ادغام شد. شاه طهماسب با احساس نفوذ قابل توجهی که از سوی این افراد که به این ترتیب هر دو سمت را داشتند، در سال ۱۵۳۳ تصمیم گرفت از اهمیت فرماندهی کل بکاهد و دستور داد که هیچ‌کس نمی‌تواند دوباره به سمت وکیل منصوب شود. در اواخر دهه ۱۵۳۰، فرمانده کل دیگر مهم‌ترین فرمانده نظامی امپراتوری در میان روسای قزلباش نبود، زیرا شاه طهماسب سمت بیگلربیگ را ایجاد کرد که فرمانده کل بود و به عنوان رئیس در ولایت خود عمل می‌کرد. این والیان مهم بر امیران محلی اختیار تام داشتند. به عبارت دیگر، دیگر یک منصب امیرالامرا وجود نداشت، بلکه بیش از ده نفر دارای این سمت بودند. این امر قدرت امرای قزلباش را به میزان قابل توجهی کاهش داد و قدرت مرکزی را تقویت کرد.
تا اوایل قرن هفدهم، سپهسالار یا امیرالامرا از نظر رتبه با قورچی باشی برابری می‌کرد، اما از اوایل قرن هفدهم به بعد از نظر سلسله مراتب تابع قولرآغاسی و قورچی باشی بود. با این حال، به دلیل اهمیت آن و این که صاحب آن غالباً والی نیز بود، نایب و وزیر نیز داشت. حتی فرماندهان کل هم بودند که همزمان مناصب بیشتری داشتند.
به گفته میرزا نقی نصیری، از مقامات عالی‌رتبه دربار، امیرالامرا یا سپهسالار فرماندهی عالی ارتش را در زمان جنگ بر عهده داشت.

### قورچی باشی

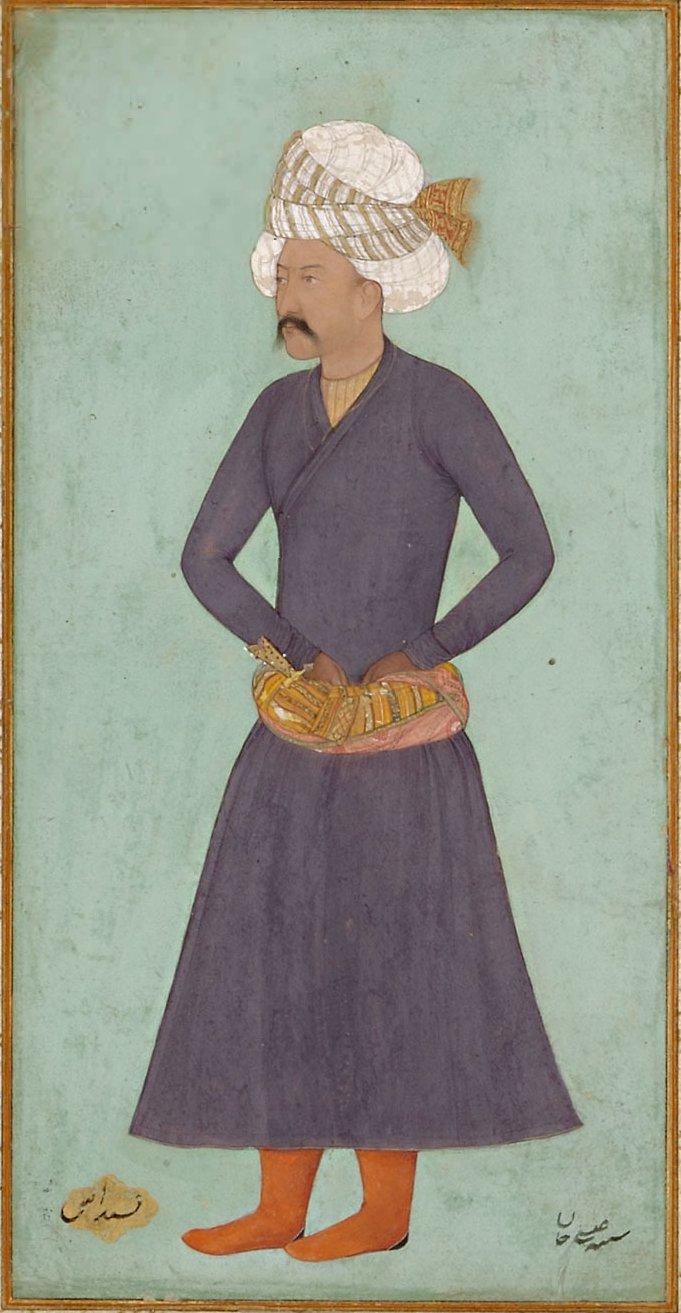
عیسی خان صفوی، از اشراف صفوی که در منصب قورچی‌باشی بود

قورچی باشی فرمانده محافظان سلطنتی (قورچیان) پادشاه صفوی بود. این قدیمی‌ترین درجه دولتی امپراتوری صفویه و یکی از مقامات «بسیار مهم» دولت مرکزی بود.
جایگاه و وظیفه قورچی باشی در میان قورچی‌ها، مانند روسای قزلباش در طایفه یا ایل بود. بنا به گزارش، هیچ‌یک از قورچی باشی‌ها دارای درجه «خان» نبودند، هرچند برخی از آنها دارای عنوان «بیگ» بودند. .
در دوره‌های ضعف اقتدار مرکزی، این پست بلافاصله توسط افرادی از قبایل برجسته تُرک (قزلباش)، یعنی ایل شاملو یا ایل تکلو، تصاحب شد. قورچی باشی نیز مانند سایر ادارات مهم دارای معاونت بود.

### قوللرآغاسی
قوللرآغاسی (یا قوللرآقاسی) فرمانده سپاه غلامان خاصه شریفه (ارامنه، گرجی‌ها و چرکس‌ها) بود. اندکی پس از ایجاد آن، یکی از مهم‌ترین مقامات امپراتوری شده بود. این واقعیت در انتخاب قلّارآغاسی‌های متعدد نمود پیدا می‌کند. به عنوان مثال، مشهورترین سردار شاه عباس، الله وردی خان، قوللرآغاسی دوم بود. اولین قوللرآغاسی دوره صفی خسرو میرزا از سلسله باگریونی بود که بعداً ولی (نایب السلطنه) کارتلی شد و رستم خان نام گرفت. جانشین او یک گرجی اهل ایمرتی، سیاوش بیگ بود. اگرچه برخی از قولارآغاسی‌های متأخر منشأ غیر غلام داشتند، اما غلام‌ها بر این کارکرد غالب بودند که بسیاری از آنها منشأ گرجی داشتند.
در اواخر عصر صفوی، قوللرآغاسی و امیرالامرا پس از قورچی باشی مهم‌ترین مقامات نظامی امپراتوری بودند. قوللرآغاسی یکی از شش رکن دولت (رکن الدوله) و امیر شورا بود. او بر مین باشی‌ها، یوزباشی‌ها، و طبیعتاً همه غلام‌ها فرماندهی عالی داشت. او همچنین در مواردی که زیردستانش در آن دخالت داشته‌اند، حکم می‌داد. با این حال، پرونده‌هایی که مربوط به قوانین دینی بود به قضات شرعی سپرده می‌شد، در حالی که پرونده‌های مربوط به امور مالی به وزیر اعظم ارجاع می‌گردید. غلام‌های جوان پس از بلوغ، تحت فرمان قولرآغاسی قرار می‌گرفتند و متعاقباً در واحدهای ۱۰۰ و ۱۰ نفره سازماندهی می‌شدند.

### توپچی باشی
توپچی باشی فرمانده سپاه توپخانه امپراتوری بود. او که درست مانند سایر واحدهای ارتش سازماندهی شده بود، از کارکنان اداری و همچنین افسران درجه پایین تشکیل می‌شد. توپچی باشی مسئول توپخانه بود و بر همه مین باشی‌ها، یوزباشی‌ها، توپچی‌ها و جرچی‌های اداره توپخانه فرماندهی عالی داشت. توپچی باشی نیز تمامی این افسران فوق‌الذکر را به درجات پایین‌تر منصوب می‌کرد و باید حقوق آنها را نیز تأیید می‌کرد. طبق گزارشات، در سال ۱۶۶۰ حقوق وی ۲۰۰۰ تومان در سال بود و به‌طور رسمی با فرمانده سپاه تفنگدار (توفنگچی آغاسی) برابری می‌کرد. از نظر اداری نیز مستوفی سپاه غلام، سرپرستی توپخانه توپچی باشی را بر عهده داشت.
هنگامی که در سال ۱۶۵۵ توپچی باشی حسینقلی خان درگذشت، شاه عباس دوم شخص جدیدی را تعیین نکرد. جبهدارباشی ("رئیس زرادخانه سلطنتی") به‌طور موقت تا ۱۶۶۰–۱۶۶۱ این سمت را بر عهده گرفت. فلور اشاره می‌کند که این پست ممکن است پس از آن، برای چند سال خالی بوده باشد.
مقام توپچی باشی ظاهراً از سپهسالار، قوللرآغاسی و قورچی باشی پایین‌تر و حقوق او نیز پایین‌تر بود. به گفته انگلبرت کامپفر، توپچی باشی به عنوان دریاسالار نیز خدمت می‌کرد، اگرچه اساساً تا سال ۱۷۳۴ ناوگان مؤثری در ایران صفوی وجود نداشت.

### تفنگچی آغاسی
تفنگچی آغاسی (همچنین با املای توفنگچی آقاسی و نام دیگر توفنگچی باشی) فرمانده سپاه تفنگداران امپراتوری صفوی بود. توفنگچی آغاسی فرمانده افسران متعددی مانند مین باشی‌ها، یوزباشی‌ها، دهباشی‌ها و همچنین یک کارمند اداری (یعنی وزیر، مستوفی) که به کار جمع‌آوری می‌پرداختند، بود. او به غیر از توفنگچی‌ها، فرماندهی عالی جارچی باشی‌ها، ریکاها و تبرداران سپاه تفنگدار را نیز بر عهده داشت. او یکی از شش رکن الدوله («ستون دولت») بود.
اگرچه توفنگچی آغاسی بر روی کاغذ به عنوان یک مقام عالی‌رتبه در نظر گرفته می‌شد، اما در سلسله مراتب نظامی، یکی از پایین‌ترین مقامات نظامی بود؛ مثلاً توفنگچی آغاسی علیرغم اینکه رکن الدوله بود، عضو شورای داخلی سلطنتی نبود. با این وجود، این پست عموماً در اختیار فرزندان خانواده‌های اصیل بود.

## واحدها

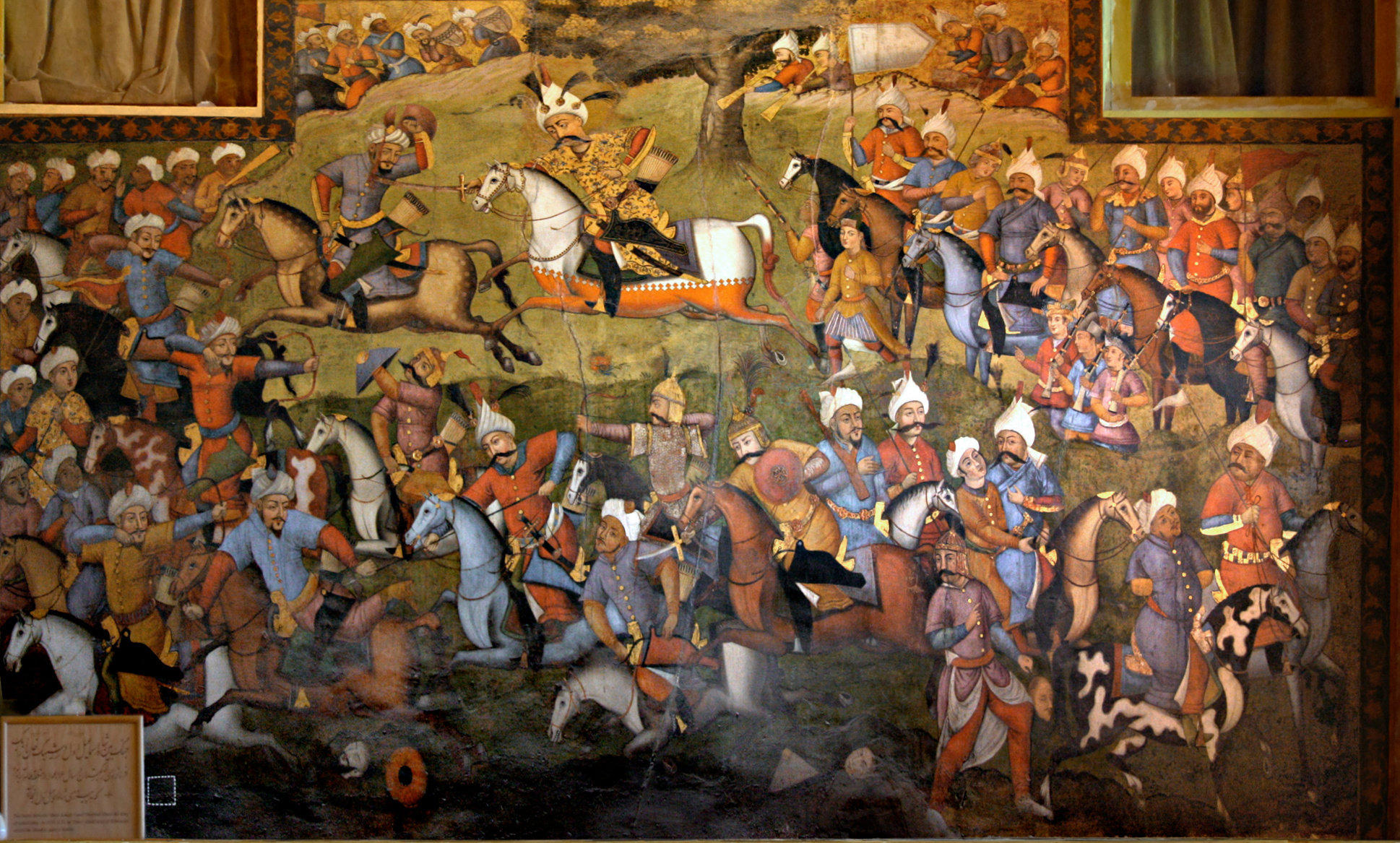
قزلباشان در نبرد با ازبکان (جنگ مرو)

در زمان صفویان، ایران یکی از سه امپراتوری‌های باروت بود، (امپراتوری عثمانی، امپراتوری گورکانی، و صفویه) سه قدرت بزرگ اسلامی که از اوایل قرن شانزدهم تا اواسط قرن هجدهم بر شمال آفریقا، غرب آسیا، آسیای مرکزی و آسیای جنوبی تسلط داشتند. با این حال، امپراتوری صفوی به مراتب کمترین جمعیت را در بین این سه جکومت داشت (با حدود ۸ تا ۱۰ میلیون نفر در سال ۱۶۰۰) و بنابراین کوچک‌ترین ارتش را داشت. علاوه بر این، به اندازه عثمانی‌ها علیه قدرت‌های اروپایی معاصر از باروت استفاده نکرده بود. تا سال ۱۶۰۰، اسلحه‌های گرم استفاده می‌شد، اما نقش کمرنگی داشتند، حتی توپ‌های محاصره ساده نیز کاربرد نادری داشتند. شاه عباس اولین فرمانروایی بود که سپاه قابل توجهی از تفنگداران و سپاه جداگانه ای از توپخانه را تأسیس کرد که نسبتاً مؤثر بود، اما همیشه از تعداد زیادی سواره نظام مسلح به نیزه، شمشیر و کمان تشکیل شده بودند. سپاه تفنگداران به‌طور قابل توجهی گسترش پیدا نکرد، در حالی که سپاه توپخانه پس از سلطنت شاه عباس از بین رفت. تا اواسط قرن هجدهم، اکثر نیروهای صفوی هنوز از سلاح‌های سنتی استفاده می‌کردند. تا زمان نادرشاه افشار، اکثریت نیروهای ایران برای اولین بار به سلاح گرم مجهز شدند.

### قزلباش

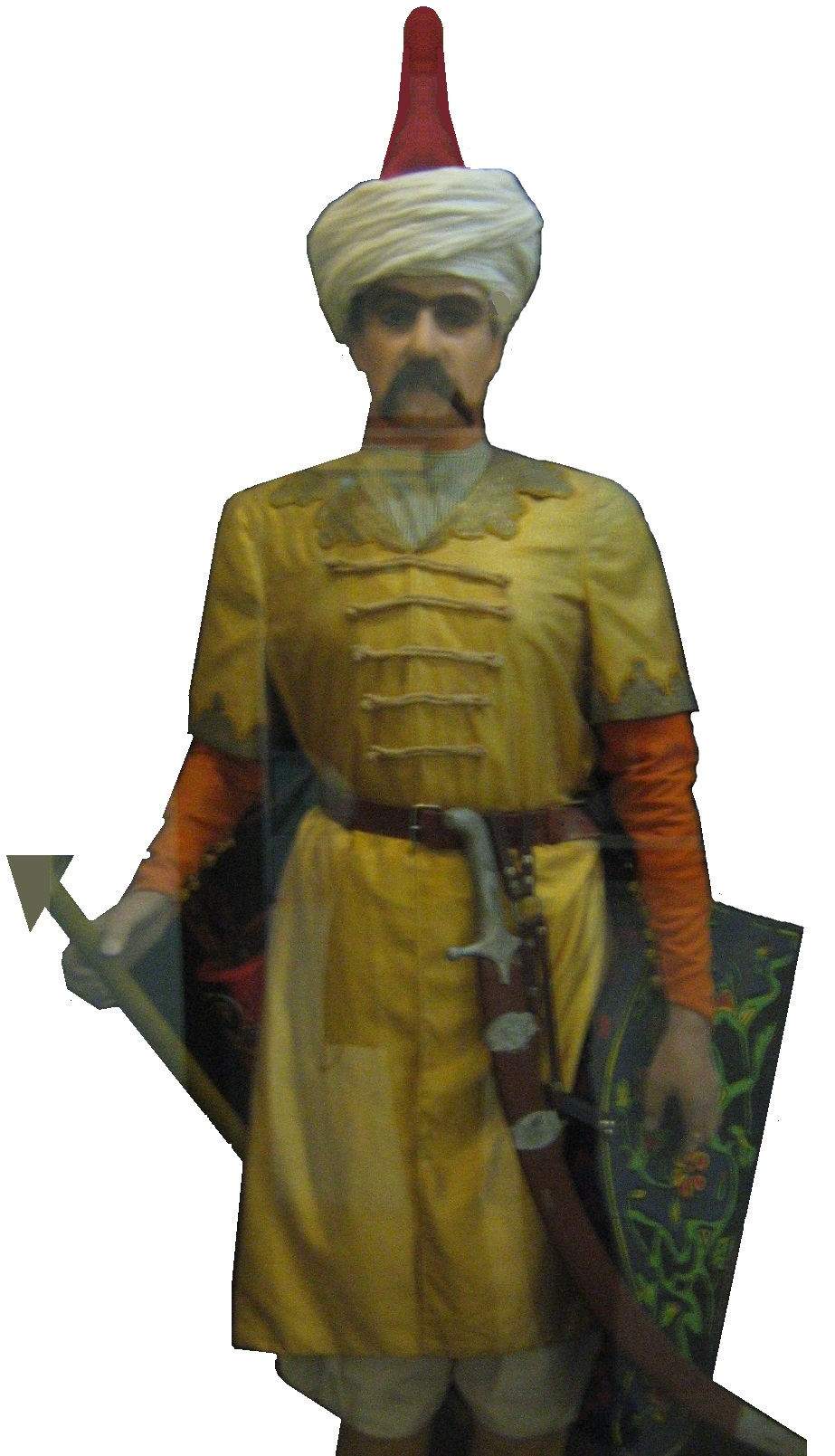
تصویری از یک قزلباش، کاخ سعدآباد

«تُرک‌های قزلباش» به عنوان «مردان شمشیر» با توان نظامی شاه اسماعیل را به قدرت رسانده بودند. بزرگ‌ترین قبایل قزلباش عبارت بودند از: ایل افشار، ایل قاجار، ایل شاملو، ایل تکلو، ایل ذوالقدر، روملو و اوستاجلو که همه تُرک بودند. قزلباش‌ها عامل اصلی پایه‌گذاری سلسله صفویه و فتح ایران بودند. برخلاف سپاه غلامان، قزلباش‌ها متکی به پرداخت از خزانه سلطنتی نبودند، بلکه به آنها زمین اعطا می‌شد. در مقابل، آنها به شاه صفوی نیرو و آذوقه می‌دادند.
در زمان حکومت اسماعیل، قزلباش‌ها تقریباً او را فردی خدایی می‌دیدند که در نظر ایشان نماینده امام غایب یعنی مهدی بود. گروهی برگرفته از قزلباش‌ها، معروف به «اهل اختصاص»، گروه کوچکی از امرا بودند که در زمان پناهندگی اسماعیل به گیلان، جنبش صفویه را زنده نگه داشتند. این امرا شامل یک لَلِ‍ه ("مربی"، "سرپرست")، و بسیاری دیگر بودند. اسماعیل بعدها با اتخاذ سیاستی از انتصاب قزلباشان به سمت وکیل (نائب) قدرتمند خودداری کرد و در عوض نزدیکان ایرانی خود را به مناصب عالی منصوب نمود که اولین آنها زرگر گیلانی بود. این به این دلیل بود که اسماعیل اعتماد خود را به قزلباش‌ها که قدرت زیادی داشتند و دیگر چندان قابل اعتماد نبودند، از دست داده بود.
شاه عباس، سپاه غلامان خاصه شریفه را بسیار قوی‌تر کرد تا قدرت و نفوذ قزلباشان را متعادل کند. همچنین افسران غیرقزلباش را به عنوان والی ولایاتی که قزلباش‌ها اداره می‌کردند، منصوب نمود. تضعیف قزلباشان و شکل‌گیری سپاه غلامان خاصه شریفه، راه حل مؤثری برای معضل شاه عباس بود، اما در درازمدت، منشأ ضعف دولت صفوی شد، زیرا این غلامان توانایی و ویژگی‌های رزمی قزلباشان را نداشتند.

### قورچی
محافظ سلطنتی شاه به قورچی معروف بود. قورچی‌ها از نظر تئوریک از قبایل قزلباش استخدام و با پولی که از خزانه سلطنتی تر یکمگرفته می‌شد تأمین حقوق می‌شدند. اگرچه قورچی‌ها عمدتاً از میان قزلباش‌ها استخدام می‌شد، اما یک سپاه مستقل و متمایز از واحدهای ارتش قزلباش بود. در اوایل دوره صفویه، قورچی‌ها همگی از یک قبیله بودند، اما بعدها تغییر کرد. رئیس قورچی‌ها به قورچی‌باشی معروف بود. تعداد قورچی‌ها در زمان اسماعیل اول به ۳۰۰۰ نفر و در زمان طهماسب اول به ۵۰۰۰ نفر رسید.
در زمان عباس اول، قورچی‌ها بسیار مهم‌تر شده بودند و تعداد آنها به ۱۰۰۰۰–۱۵۰۰۰ نفر می‌رسید. شاه عباس به چند تن از قورچیان، فرمانداری ولایات بزرگ را داد تا از قدرت فرماندهان قزلباش که اداره ولایات بزرگ را بر عهده داشتند کاسته شود. در اواخر سلطنت او، قورچی‌باشی قدرتمندترین فرد دفتر امپراتوری بود. حاکمان محلی نیز قورچی‌هایی در اختیار داشتند، هرچند تعداد آنها محدود بود.

### سپاه غلامان

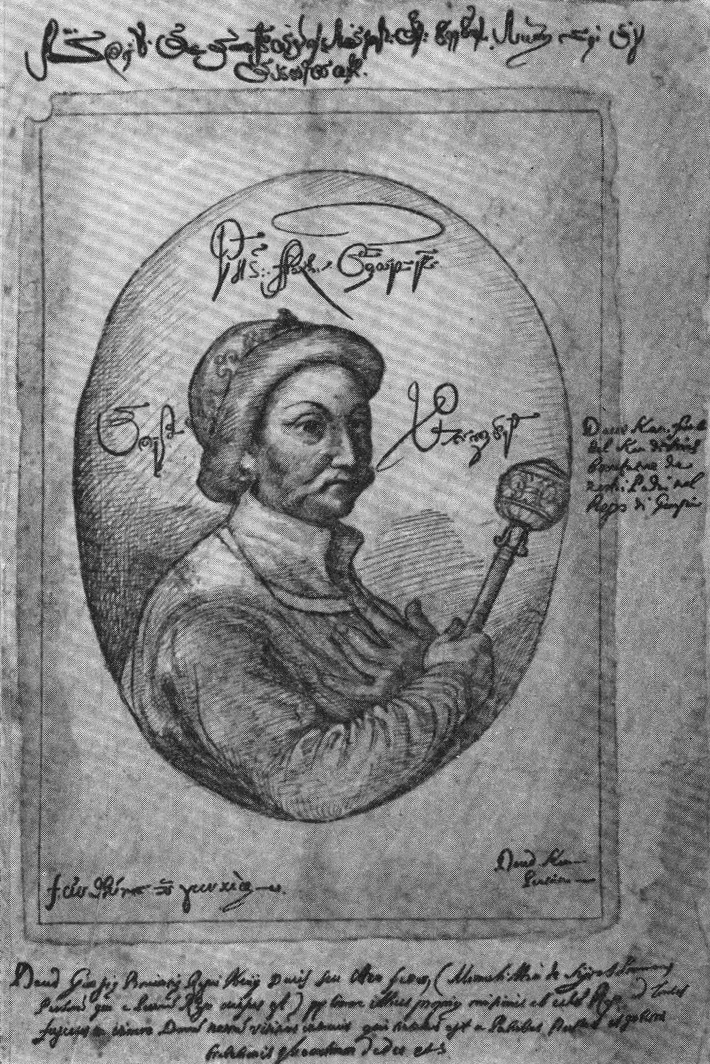
داود خان، یکی از غلامان گرجی، و فرماندار ولایت قره‌باغ

واحد غلام (به معنای برده نظامی) واحدی بود که متشکل از مسیحیان سابق قفقاز، که عمدتاً گرجی، چرکس و ارمنی بودند.
به گفته بابایف، واحد غلام توسط عباس اول پس از ترور شخصیت قدرتمند قزلباش مرشدقلی خان در سال ۱۵۸۸ ایجاد شد. از آنجایی که بعید است که واحد غلام در دوران حکومت پر دردسر او ایجاد شده باشد، به احتمال زیاد در زمان طهماسب اول، که معروف است چندین بار به قفقاز حمله کرده، ایجاد شده‌است. در اجرا و شکل‌گیری آن تا حد زیادی شبیه به نظام ینی‌چری امپراتوری عثمانی بود. بر خلاف بردگان عثمانی، بردگان صفوی مجاز به ارث بردن «مناصب پدرشان» بودند، که بیانگر ویژگی صفویه و تکیه بر خانواده‌های برده بود.
همان‌طور که در دایرةالمعارف ایرانیکا از سال ۱۶۰۰ به بعد ذکر شده‌است، الله وردی خان دولتمرد صفوی به همراه سر رابرت شرلی سازماندهی مجدد ارتش را انجام دادند که از جمله به معنای افزایش چشمگیر تعداد غلام‌ها از ۴۰۰۰ به ۲۵۰۰۰ بود.
تنها پس از اصلاحات شاه عباس اول، ارتش صفوی از یک نیروی سواره نظام قبیله‌ای با چند سلاح گرم به یک ارتش عمدتاً مبتنی بر تفنگدار زمینی تبدیل شد و مشابه همتای عثمانی گردید.
در زمان وزیری سارو تقی (۱۶۳۳–۱۶۴۵) در زمان شاه عباس بود که غلامها به اوج قدرت رسیدند و تمام مناصب مهم دولت صفوی را اشغال کردند.

### توپچی
واحد توپچی (به معنی مردان توپخانه) در زمان اسماعیل اول ایجاد شد و بعدها توسط عباس اول اصلاح گردید. فرمانده سپاه توپچی توپچی باشی بود. اگرچه توپچیان برای صفویه بسیار قابل استفاده بودند، اما اطلاعات زیادی در مورد آن در دست نیست و بیشتر در منابع اروپایی ذکر شده‌است.

### تفنگچی

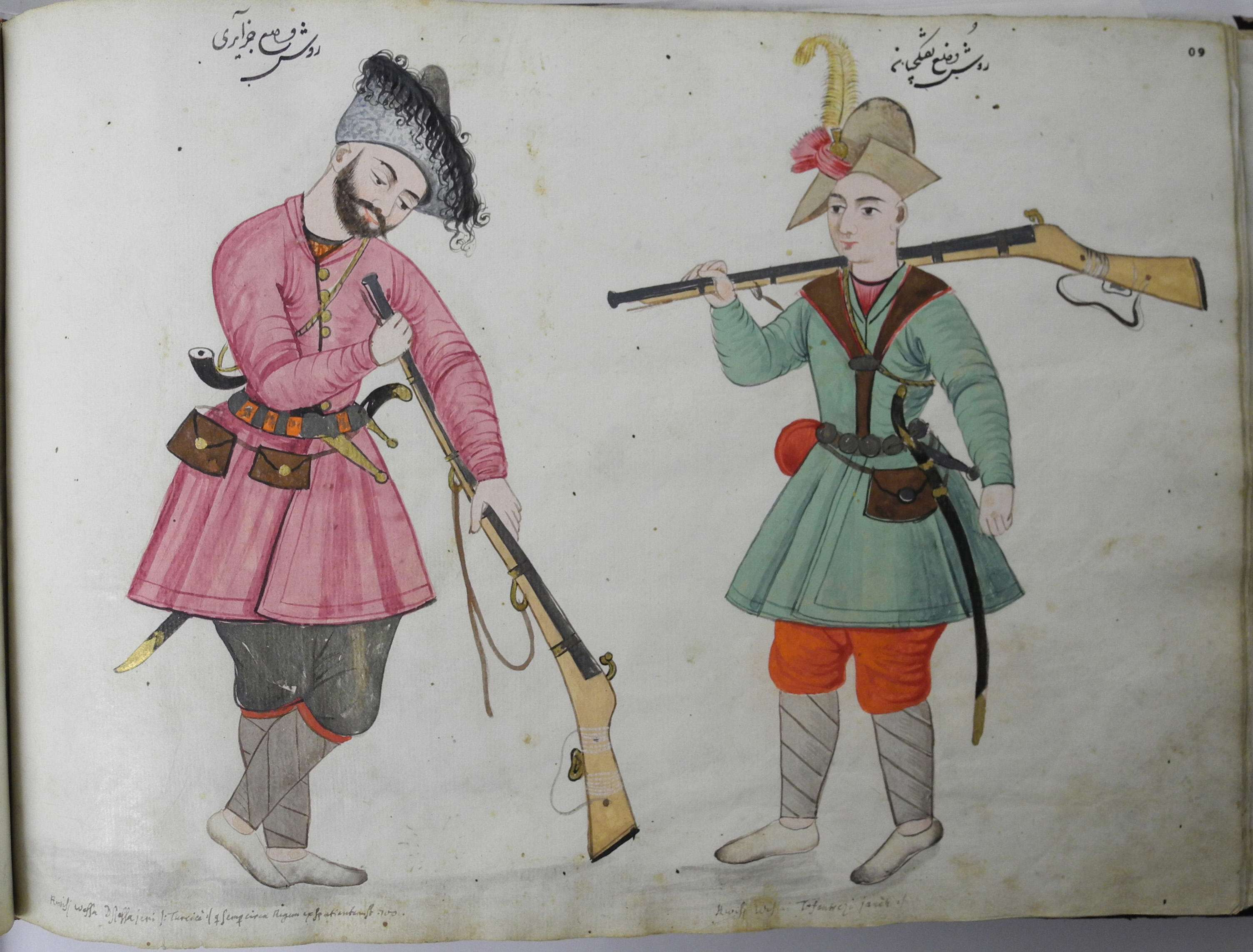
تفنگچیان صفوی

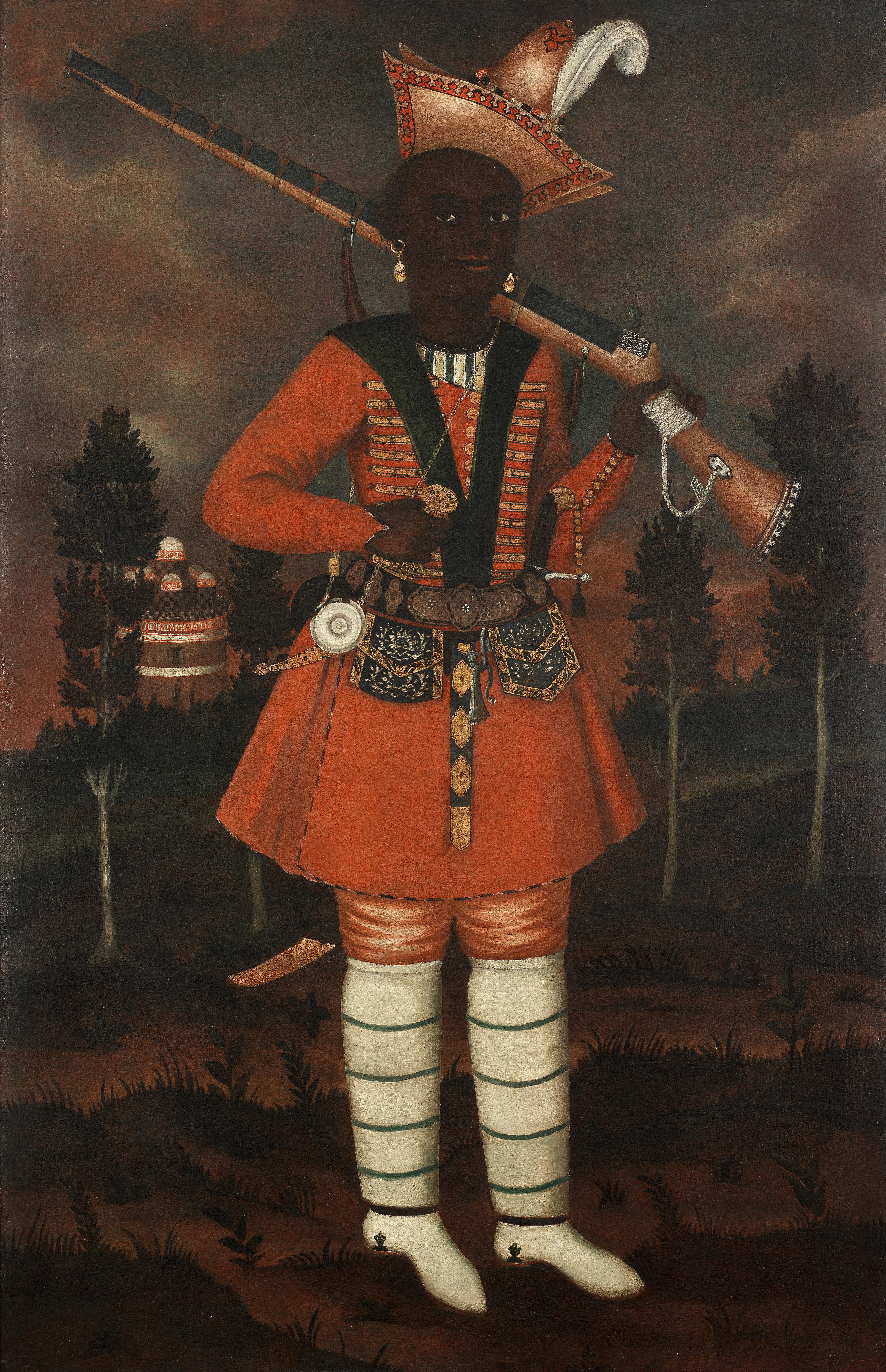
سرباز آفریقایی تبار صفوی

واحد تفنگچی در زمان اسماعیل اول ایجاد شد و بعدها توسط عباس اول اصلاح گردید. فرمانده سپاه تفنگدار توفنگچی آغاسی بود. توفنگچی‌ها از مناطق مختلف استخدام شده بودند و با نام محلی که از آنجا آمده بودند هماهنگ می‌شدند؛ مثلاً اگر یک واحد توفنگچی اصفهانی بود به «تفنگچیان اصفهان» معروف می‌شد. رئیس هر گروه توفنگچی به مین باشی (یعنی "رئیس هزار") معروف بود. تعداد این واحد ۱۲۰۰۰ نفر بود و عمدتاً دهقانان فارس، عرب‌ها و ترکمانان را شامل می‌شد.

## عناوین افتخاری
در نظام صفوی سه عنوان افتخار وجود داشت که بالاترین آنها «خان»، دومی «سلطان» و سومی «بیگ» بود. اگرچه در اوایل دوره صفویه افراد زیادی لقب «خان» را نداشتند، اما بعدها کاربرد این عنوان افزایش یافت.